# Дашавське газове родовище
Дашавське газове родовище — належить до Більче-Волицького нафтогазоносного району Передкарпатської нафтогазоносної області Західного нафтогазоносного регіону України.

## Загальна характеристика
Розташоване у Львівській області на відстані 15 км від м. Стрий.
Приурочене до північно-західної частини Косівсько-Угерської підзони Більче-Волицької зони. Родовище виявлене 1912 під час бурильних робіт, які проводила німецька фірма «Siemens» у пошуках калійних солей. Родовище відкрите 18 квітня 1921 р. пошуковою свердловиною фірми «Gazolina» на глибині 395 м. Дашавська структура складена породами дашавської світи нижнього сармату і являє собою брахіантикліналь північно-західного простягання розміром 9×6 км, амплітудою 140 м. На структурі виділяються 2 куполи. Системою тектонічних порушень амплітудою 10-40 м по горизонтах НД-5 — НД-9 вона розбита на блоки. Промисловий приплив газу отримано з нижньосарматських відкладів при глибині 395 м у 1920 р.
Одразу після закінчення Другої світової війни у 1945 році СРСР продовжив постачати український газ до Польщі.
Поклади пластові, склепінчасті, тектонічно екрановані та літологічно обмежені. Родовище введене в розробку в 1924 р. першим в Україні. Режим Покладів газовий. Запаси початкові видобувні категорій А+В+С1: газу — 12320 млн м³.

## Історія
Напередодні Першої світової війни було розвідане перше родовище сухого природного газу в районі села Дашави недалеко від Стрия (Львівщина), проте військові дії та формування нової мапи Європи не дали можливості розпочати розробку родовища. Лише 18 квітня 1921 р. пошуковою свердловиною фірми «Gazolina» на глибині 395 м був розкритий перший газовий поклад Дашавського родовища. У 1922 р. був збудований газопровід «Дашава — Стрий» (діаметром 225 мм і довжиною 14,4 км), який спрямовував газ на потреби великого залізничного вузла міста Стрий, а потім газопровід подовжили на газопереробні заводи Дрогобича.
Перші оцінки газового потенціалу нового родовища були досить суперечливими й лише подальше розвідування Дашавської газоносної площі (зокрема дані 1924 р.) підтвердило відкриття велетенського (найбільшого в Європі на той час) перспективного родовища природного газу, початкові запаси якого з часом було оцінено в 13,2 млрд кубічних метрів. У 1928 р. споруджено і введено в експлуатацію ще один газопровід «Дашава — Стрий — Дрогобич» діаметром 175 мм і довжиною 40 км. Згодом був споруджений газопровід «Дашава — Жидачів — Ходорів», а в 1929 р. — «Дашава — Микоїв — Львів» загальною довжиною 81 км і діаметром 175 мм (рис. 4.50). Незважаючи на перспективність відкриття та освоєння нових газових родовищ на Прикарпатті, розвідувальне та експлуатаційне буріння в передвоєнні роки велось дуже повільними темпами у зв'язку з обмеженими можливостями споживання газу. Наприклад, у 1934 р. видобувні можливості Дашавського родовища перевищували споживання газу втричі. У 1938 р. одержано промисловий приплив газу із глибини майже 400 м на новій Опарській площі. З веденням в експлуатацію Дашавського родовища (офіційно — 1924 р.) практично розпочалося становлення газової промисловості України, а створення щільної регіональної системи газопроводів Прикарпаття дало поштовх для створення майбутньої газотранспортної системи України.
Під час російської ракетної атаки 23-24 березня 2024 року було пошкоджено наземну інфраструктуру газосховища. За повідомленнями компанії «Нафтогаз» на споживачів газу ці пошкодження не вплинули. Під час цієї атаки одна з крилатих ракет пролетіла повітряним простором Польщі.